# Miss Europe 1954

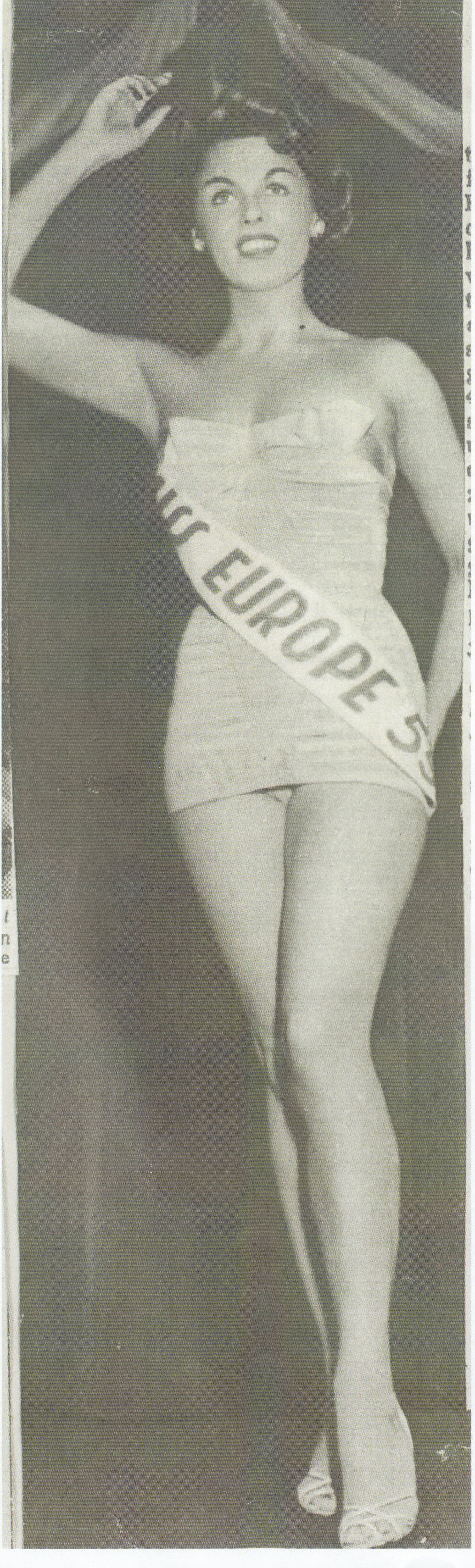
Christel Schaack, Miss Germany 1953 und Miss Europe 1954

Der Wettbewerb um die Miss Europe 1954 war der sechste, den die Mondial Events Organisation (MEO) durchführte. Sie war von den Franzosen Roger Zeiler und Claude Berr ins Leben gerufen worden, hatte ihren Sitz in Paris und organisierte den Wettbewerb bis 2002.
Die Kandidatinnen waren in ihren Herkunftsländern von nationalen Organisationskomitees ausgewählt worden, die mit der MEO Lizenzverträge abgeschlossen hatten.
Die Veranstaltung fand am 20. Juni 1954 im zentralfranzösischen Heilbad Vichy statt. Es gab 13 Bewerberinnen.
| Land                    | Schreibweise bei Pageantopolis | Schreibweise in der Heimatsprache | Teilnahme an weiteren Wettbewerben |
| ----------------------- | ------------------------------ | --------------------------------- | ---------------------------------- |
| Platzierungen           |                                |                                   |                                    |
| 1. BR Deutschland       | Christel Schaack               | Christel Schaack                  | Miss Universe 1953: Semifinale     |
| 2. Frankreich           | Danièle Génault                | Danielle Génault                  |                                    |
| 3. Finnland             | Yvonne de Bruyn                | Yvonne de Bruyn                   | Miss World 1954                    |
| 4. Schweden             | Gunilla Johansson              | Gunilla Johansson                 |                                    |
| 5. Griechenland         | Eva Brika                      | Έφη ...                           |                                    |
| Weitere Teilnehmerinnen |                                |                                   |                                    |
| Belgien                 | ?                              |                                   |                                    |
| England                 | June Peters                    | June Peters                       |                                    |
| Holland                 | Conny Harteveld                | Conny Harteveld                   | Miss World 1954                    |
| Irland                  | Sheila Lee                     | Sheila Lee                        |                                    |
| Italien                 | Nadia Bianchi                  | Nadia Bianchi                     |                                    |
| Österreich              | Felicitas von Goebel           | Felicitas von Goebel              | Miss World 1955: Semifinale        |
| Polen                   | Kasindria Klimezak             | Kazimiera Klimczak                |                                    |
| Schweiz                 | ?                              |                                   |                                    |
| Disqualifiziert         |                                |                                   |                                    |
| Portugal A              | ?                              |                                   |                                    |
| Spanien B               | Juanita Billa                  |                                   |                                    |

## Disqualifikation der Gewinnerin
Die Siegerin Christel Schaack wurde disqualifiziert, weil sie seit zwei Jahren verwitwet war. Dies widersprach damals nicht den Teilnahmebedingungen für die Miss Germany (Sie galt als „unverheiratet“). An ihre Stelle als Miss Europe rückte die zweitplatzierte Danièle Génault aus Frankreich auf. Da niemandem Betrugsabsicht unterstellt werden konnte, erkannte die Jury Christel Schaack den inoffiziellen Titel einer „Miss Europe ehrenhalber“ zu. Die MEO führte sie weiterhin in ihrer Siegerliste.